# أبو حفص الشطرنجي
أَبُو حَفْص عمر بن عبد العزيز الشَّطْرَنْجي (ت. نحو 210 هـ / نحو 825 م) هو شاعر علية بنت المهدي. شغف بالشطرنج فنسب إليه. ذكرت أخباره في كتاب الأغاني.